# Sharon Hom
Pour les articles homonymes, voir Hom.
Sharon Kang Hom, née en 1951 à Hong Kong, est la directrice générale de Human Rights in China et professeur honoraire de droit à la Faculté de droit de l'université de la Ville de New York.

## Biographie
Sharon Hom est née à Hong Kong, mais grandit aux États-Unis où son expérience de la discrimination raciale la poussera dans le domaine des droits de l'homme.
Elle obtient son Bachelor of Arts au Sarah Lawrence College, et passe son doctorat de droit à la Faculté de droit de l'université de New York, où elle était étudiante étrangère. En 1986, elle obtient la bourse universitaire Fullbright qui lui permet d'aller enseigner pendant 2 ans le droit en Chine. Cest à cette période qu'elle se tourne vers le droit international.
À partir de 2001, Sharon Hom est conseillère pour l'association Human Rights in China, et en dévient directrice générale en 2003.
Dans la campagne pour les présidentielles des États-Unis en 2016, Sharon Hom explique que l'élection éventuelle de Donald Trump permettrait aux politiques chinois de trop facilement dénoncer les manquements aux droits de la part du président américain, et donc encouragerait une logique électorale anti-américaine.

## Distinctions
- Une des "50 femmes à suivre" (50's Women to Watch) par le Wall Street Journal pour son impact sur le monde des affaires (2007)

## Ouvrages
- (en) Sharon Hom et Stacy Mosher, Challenging China : Struggle and Hope in an Era of Change, The New Press, 2008, 336 p. (ISBN 978-1-59558-416-8)
- (en) Sharon Hom, Chinese Women Traversing Diaspora : Memoirs, Essays, and Poetry (Gender, Culture and Global Politics), Routledge, 1999, 268 p. (ISBN 978-0-8153-3331-9)
- (en) Sharon Hom et Xin Chunying, English/Chinese Lexicon of Women and Law, UNESCO, 1995, 261 p. (ISBN 978-92-3-003205-0)

### Articles liés
- Human Rights in China